# Károly Fogl

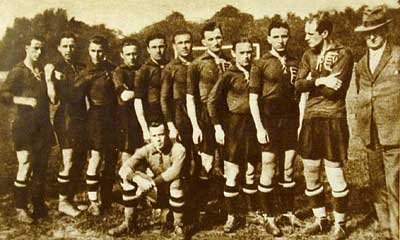
La nazionale ungherese nel 1924: La nazionale ungherese nel 1924: Fogl, Opata, Hirzer, Jeny, Eisenhoffer, Guttmann, Mándi, Obitz, Braun, György Orth, János Biri e Gyula Kiss.

Károly Fogl (Újpest, 19 gennaio 1895 – Budapest, 12 gennaio 1969) è stato un allenatore di calcio e calciatore ungherese, di ruolo difensore.

## Statistiche

### Cronologia presenze e reti in nazionale
| Cronologia completa delle presenze e delle reti in nazionale ― Ungheria | Cronologia completa delle presenze e delle reti in nazionale ― Ungheria | Cronologia completa delle presenze e delle reti in nazionale ― Ungheria | Cronologia completa delle presenze e delle reti in nazionale ― Ungheria | Cronologia completa delle presenze e delle reti in nazionale ― Ungheria | Cronologia completa delle presenze e delle reti in nazionale ― Ungheria | Cronologia completa delle presenze e delle reti in nazionale ― Ungheria | Cronologia completa delle presenze e delle reti in nazionale ― Ungheria |
| Data                                                                    | Città                                                                   | In casa                                                                 | Risultato                                                               | Ospiti                                                                  | Competizione                                                            | Reti                                                                    | Note                                                                    |
| ----------------------------------------------------------------------- | ----------------------------------------------------------------------- | ----------------------------------------------------------------------- | ----------------------------------------------------------------------- | ----------------------------------------------------------------------- | ----------------------------------------------------------------------- | ----------------------------------------------------------------------- | ----------------------------------------------------------------------- |
| 2-6-1918                                                                | Vienna                                                                  | Austria                                                                 | 0 – 2                                                                   | Ungheria                                                                | Amichevole                                                              | -                                                                       |                                                                         |
| 6-10-1918                                                               | Vienna                                                                  | Austria                                                                 | 0 – 3                                                                   | Ungheria                                                                | Amichevole                                                              | -                                                                       |                                                                         |
| 6-4-1919                                                                | Budapest                                                                | Ungheria                                                                | 2 – 1                                                                   | Austria                                                                 | Amichevole                                                              | -                                                                       |                                                                         |
| 5-10-1919                                                               | Vienna                                                                  | Austria                                                                 | 2 – 0                                                                   | Ungheria                                                                | Amichevole                                                              | -                                                                       |                                                                         |
| 9-11-1919                                                               | Budapest                                                                | Ungheria                                                                | 3 – 2                                                                   | Austria                                                                 | Amichevole                                                              | -                                                                       |                                                                         |
| 2-5-1920                                                                | Vienna                                                                  | Austria                                                                 | 2 – 2                                                                   | Ungheria                                                                | Amichevole                                                              | -                                                                       |                                                                         |
| 24-10-1920                                                              | Berlino                                                                 | Germania                                                                | 1 – 0                                                                   | Ungheria                                                                | Amichevole                                                              | -                                                                       |                                                                         |
| 7-11-1920                                                               | Budapest                                                                | Ungheria                                                                | 1 – 2                                                                   | Austria                                                                 | Amichevole                                                              | -                                                                       |                                                                         |
| 24-4-1921                                                               | Vienna                                                                  | Austria                                                                 | 4 – 1                                                                   | Ungheria                                                                | Amichevole                                                              | -                                                                       |                                                                         |
| 5-6-1921                                                                | Budapest                                                                | Ungheria                                                                | 3 – 0                                                                   | Germania                                                                | Amichevole                                                              | -                                                                       |                                                                         |
| 6-11-1921                                                               | Budapest                                                                | Ungheria                                                                | 4 – 2                                                                   | Svezia                                                                  | Amichevole                                                              | -                                                                       |                                                                         |
| 18-12-1921                                                              | Budapest                                                                | Ungheria                                                                | 1 – 0                                                                   | Polonia                                                                 | Amichevole                                                              | -                                                                       |                                                                         |
| 15-6-1922                                                               | Budapest                                                                | Ungheria                                                                | 1 – 1                                                                   | Svizzera                                                                | Amichevole                                                              | -                                                                       |                                                                         |
| 2-7-1922                                                                | Bochum                                                                  | Germania                                                                | 0 – 0                                                                   | Ungheria                                                                | Amichevole                                                              | -                                                                       |                                                                         |
| 9-7-1922                                                                | Stoccolma                                                               | Svezia                                                                  | 1 – 1                                                                   | Ungheria                                                                | Amichevole                                                              | -                                                                       |                                                                         |
| 13-7-1922                                                               | Helsinki                                                                | Finlandia                                                               | 1 – 5                                                                   | Ungheria                                                                | Amichevole                                                              | 1                                                                       |                                                                         |
| 24-9-1922                                                               | Vienna                                                                  | Austria                                                                 | 2 – 2                                                                   | Ungheria                                                                | Amichevole                                                              | -                                                                       |                                                                         |
| 26-11-1922                                                              | Budapest                                                                | Ungheria                                                                | 1 – 2                                                                   | Austria                                                                 | Amichevole                                                              | -                                                                       | 35’                                                                     |
| 4-3-1923                                                                | Genova                                                                  | Italia                                                                  | 0 – 0                                                                   | Ungheria                                                                | Amichevole                                                              | -                                                                       |                                                                         |
| 11-3-1923                                                               | Losanna                                                                 | Svizzera                                                                | 1 – 6                                                                   | Ungheria                                                                | Amichevole                                                              | -                                                                       |                                                                         |
| 6-5-1923                                                                | Vienna                                                                  | Austria                                                                 | 1 – 0                                                                   | Ungheria                                                                | Amichevole                                                              | -                                                                       |                                                                         |
| 19-8-1923                                                               | Budapest                                                                | Ungheria                                                                | 3 – 1                                                                   | Finlandia                                                               | Amichevole                                                              | -                                                                       |                                                                         |
| 23-9-1923                                                               | Budapest                                                                | Ungheria                                                                | 2 – 0                                                                   | Austria                                                                 | Amichevole                                                              | -                                                                       |                                                                         |
| 6-4-1924                                                                | Budapest                                                                | Ungheria                                                                | 7 – 1                                                                   | Italia                                                                  | Amichevole                                                              | -                                                                       |                                                                         |
| 4-5-1924                                                                | Budapest                                                                | Ungheria                                                                | 2 – 2                                                                   | Austria                                                                 | Amichevole                                                              | -                                                                       |                                                                         |
| 18-5-1924                                                               | Zurigo                                                                  | Svizzera                                                                | 4 – 2                                                                   | Ungheria                                                                | Amichevole                                                              | -                                                                       |                                                                         |
| 26-5-1924                                                               | Parigi                                                                  | Ungheria                                                                | 5 – 0                                                                   | Polonia                                                                 | Olimpiadi 1924 - Qual.                                                  | -                                                                       | Cap.                                                                    |
| 29-5-1924                                                               | Saint-Ouen                                                              | Egitto                                                                  | 3 – 0                                                                   | Ungheria                                                                | Olimpiadi 1924 - Ottavi                                                 | -                                                                       | Cap.                                                                    |
| 4-6-1924                                                                | Le Havre                                                                | Francia                                                                 | 0 – 1                                                                   | Ungheria                                                                | Amichevole                                                              | -                                                                       |                                                                         |
| 14-9-1924                                                               | Vienna                                                                  | Austria                                                                 | 2 – 1                                                                   | Ungheria                                                                | Amichevole                                                              | -                                                                       |                                                                         |
| 21-9-1924                                                               | Budapest                                                                | Ungheria                                                                | 4 – 1                                                                   | Germania                                                                | Amichevole                                                              | -                                                                       |                                                                         |
| 18-1-1925                                                               | Milano                                                                  | Italia                                                                  | 1 – 2                                                                   | Ungheria                                                                | Amichevole                                                              | -                                                                       |                                                                         |
| 25-3-1925                                                               | Budapest                                                                | Ungheria                                                                | 5 – 0                                                                   | Svizzera                                                                | Amichevole                                                              | -                                                                       | Cap.                                                                    |
| 5-5-1925                                                                | Vienna                                                                  | Austria                                                                 | 3 – 1                                                                   | Ungheria                                                                | Amichevole                                                              | -                                                                       |                                                                         |
| 21-5-1925                                                               | Budapest                                                                | Ungheria                                                                | 1 – 3                                                                   | Belgio                                                                  | Amichevole                                                              | -                                                                       | Cap.                                                                    |
| 12-7-1925                                                               | Stoccolma                                                               | Svezia                                                                  | 6 – 2                                                                   | Ungheria                                                                | Amichevole                                                              | -                                                                       | Cap.                                                                    |
| 19-7-1925                                                               | Cracovia                                                                | Polonia                                                                 | 0 – 2                                                                   | Ungheria                                                                | Amichevole                                                              | -                                                                       | Cap.                                                                    |
| 4-10-1925                                                               | Budapest                                                                | Ungheria                                                                | 0 – 1                                                                   | Spagna                                                                  | Amichevole                                                              | -                                                                       |                                                                         |
| 6-6-1926                                                                | Budapest                                                                | Ungheria                                                                | 2 – 1                                                                   | Cecoslovacchia                                                          | Amichevole                                                              | -                                                                       |                                                                         |
| 20-8-1926                                                               | Budapest                                                                | Ungheria                                                                | 4 – 1                                                                   | Polonia                                                                 | Amichevole                                                              | 1                                                                       | Cap.                                                                    |
| 19-9-1926                                                               | Vienna                                                                  | Austria                                                                 | 2 – 3                                                                   | Ungheria                                                                | Amichevole                                                              | -                                                                       | Cap.                                                                    |
| 14-11-1926                                                              | Budapest                                                                | Ungheria                                                                | 3 – 1                                                                   | Svezia                                                                  | Amichevole                                                              | -                                                                       | Cap.                                                                    |
| 19-12-1926                                                              | Vigo                                                                    | Spagna                                                                  | 4 – 2                                                                   | Ungheria                                                                | Amichevole                                                              | -                                                                       |                                                                         |
| 10-4-1927                                                               | Vienna                                                                  | Austria                                                                 | 6 – 0                                                                   | Ungheria                                                                | Amichevole                                                              | -                                                                       | Cap.                                                                    |
| 24-4-1927                                                               | Praga                                                                   | Cecoslovacchia                                                          | 4 – 1                                                                   | Ungheria                                                                | Amichevole                                                              | -                                                                       | Cap.                                                                    |
| 12-6-1927                                                               | Budapest                                                                | Ungheria                                                                | 13 – 1                                                                  | Francia                                                                 | Amichevole                                                              | -                                                                       | Cap.                                                                    |
| 25-9-1927                                                               | Budapest                                                                | Ungheria                                                                | 5 – 3                                                                   | Austria                                                                 | Coppa Internazionale 1927-1930                                          | -                                                                       | Cap.                                                                    |
| 9-10-1927                                                               | Budapest                                                                | Ungheria                                                                | 1 – 2                                                                   | Cecoslovacchia                                                          | Amichevole                                                              | -                                                                       | Cap.                                                                    |
| 7-10-1928                                                               | Vienna                                                                  | Austria                                                                 | 5 – 1                                                                   | Ungheria                                                                | Coppa Internazionale 1927-1930                                          | -                                                                       | Cap.                                                                    |
| 24-2-1929                                                               | Colombes                                                                | Francia                                                                 | 3 – 0                                                                   | Ungheria                                                                | Amichevole                                                              | -                                                                       | Cap.                                                                    |
| 14-4-1929                                                               | Berna                                                                   | Svizzera                                                                | 4 – 5                                                                   | Ungheria                                                                | Coppa Internazionale 1927-1930                                          | -                                                                       | Cap.                                                                    |
| Totale                                                                  |                                                                         | Presenze                                                                | 51                                                                      |                                                                         | Reti                                                                    | 2                                                                       |                                                                         |

## Palmarès

### Giocatore

#### Competizioni nazionali
- Campionato ungherese: 1

Újpest: 1929-1930

#### Competizioni internazionali
- Coupe des Nations 1930

Újpest
- Coppa dell'Europa Centrale: 1

Újpest: 1929